# John Robert Cozens
John Robert Cozens (Londra, 1752 – Londra, 14 dicembre 1797) è stato un pittore britannico.
Fu un acquerellista di ispirazione e scuola romantica.

## Biografia
Figlio del disegnatore e acquerellista russo Alexander Cozens e di Charlotte Pine, figlia di John Pine, pittore, illustratore, incisore e cartografo, John Robert Cozens nacque a Londra e apprese disegno e pittura da suo padre. A quindici anni (1767) cominciò ad esporre i suoi lavori alla "Società degli Artisti". La sua prima tela ad olio fu invece esposta nel 1776 alla Royal Academy.

Nello stesso anno Cozens partì per un viaggio in Svizzera e in Italia, dove realizzò numerosi acquerelli di paesaggi, in particolare paesaggi alpini e dei dintorni di Roma. Tornò a Londra nel 1779, ma ripartì per l'Italia nel 1782, assieme allo scrittore William Beckford per recarsi a Napoli dove si trattenne un anno. Rientrato in Inghilterra pubblicò la serie di disegni: "Delineation of the General Characters ... of Forest Trees", che sottopose alla Royal Academy. Ma il giudizio non fu favorevole perché l'Accademia definì il lavoro "arte impropria".
All'età di 42 anni Cozens ebbe un collasso nervoso e fu ricoverato al Bethlem Royal Hospital il cui direttore era Thomas Monro, medico e collezionista d'arte, che lo prese in cura, riconobbe il suo brillante talento ed acquistò le sue collezioni di acquerelli e disegni. Ma tre anni più tardi John Robert Cozens morì in un accesso di pazzia.

Nel giugno del 2010, ad un'asta di Sotheby's, il quadro "Lago di Albano" fu venduto per 2,4 milioni di sterline, autentico primato per un acquerello del 1700.

## I caratteri stilistici
Le opere di Cozens furono apprezzate sia per la notevole resa dei fenomeni atmosferici, che per la loro sensibilità poetica. La sua pittura influenzerà a lungo artisti come Thomas Girtin e William Turner. Dalle sue vedute alpine traspare una grande solennità e un profondo senso dell'immenso e quasi tutti i suoi lavori esprimono una tenera tranquillità e una sorta di sereno mistero, pur lasciando un ampio margine all'immaginazione dell'osservatore.
John Constable amava definire Cozens "il più grande genio che abbia mai trattato il paesaggio". Cozens, peraltro, non si discostò mai da uno stile grafico e compositivo di grande semplicità, quasi rudimentale, che conferisce ai suoi acquerelli l'effetto di incisioni colorate.

## Galleria d'immagini

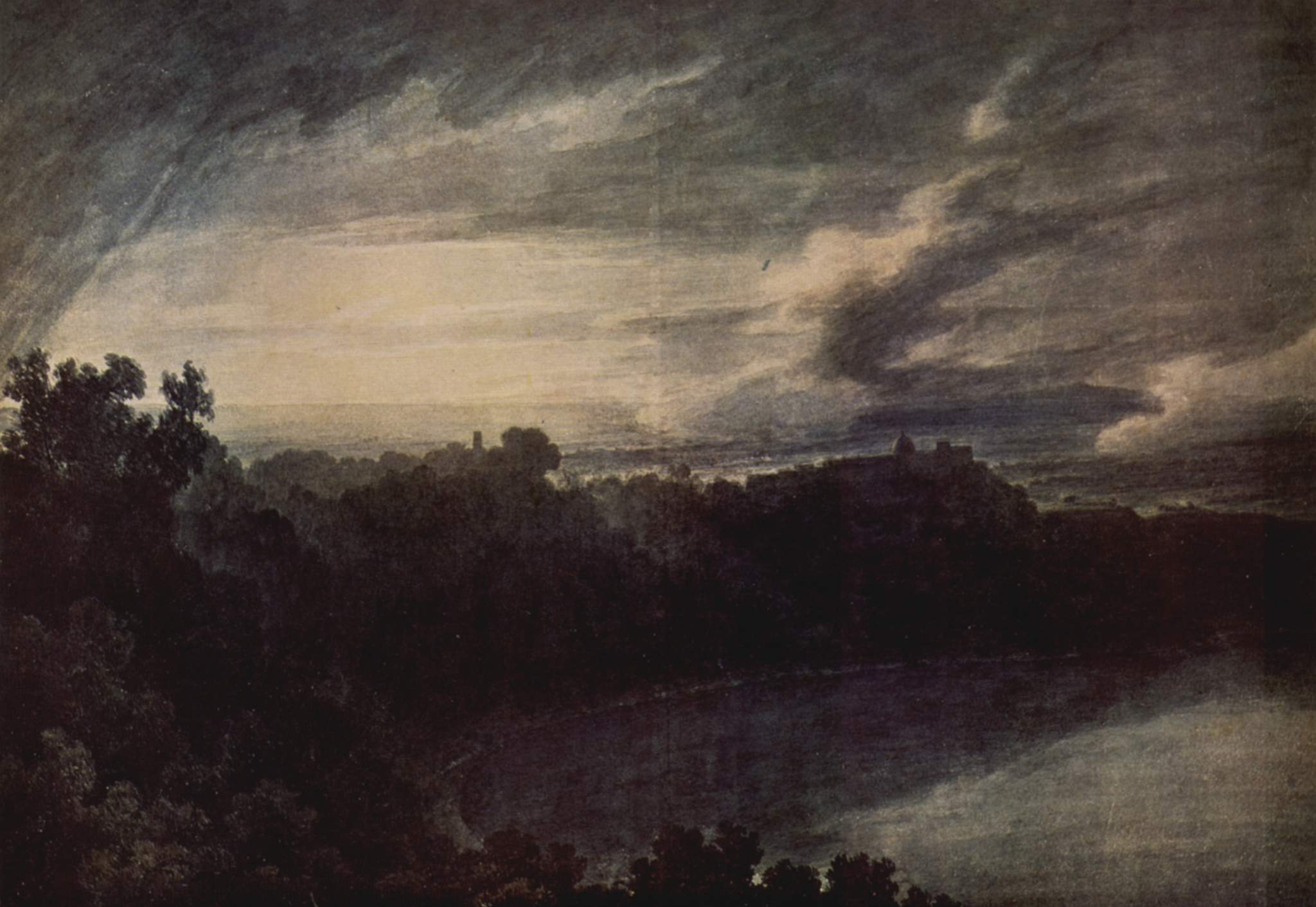
Lago di Albano e di Castel Gandolfo, 1777
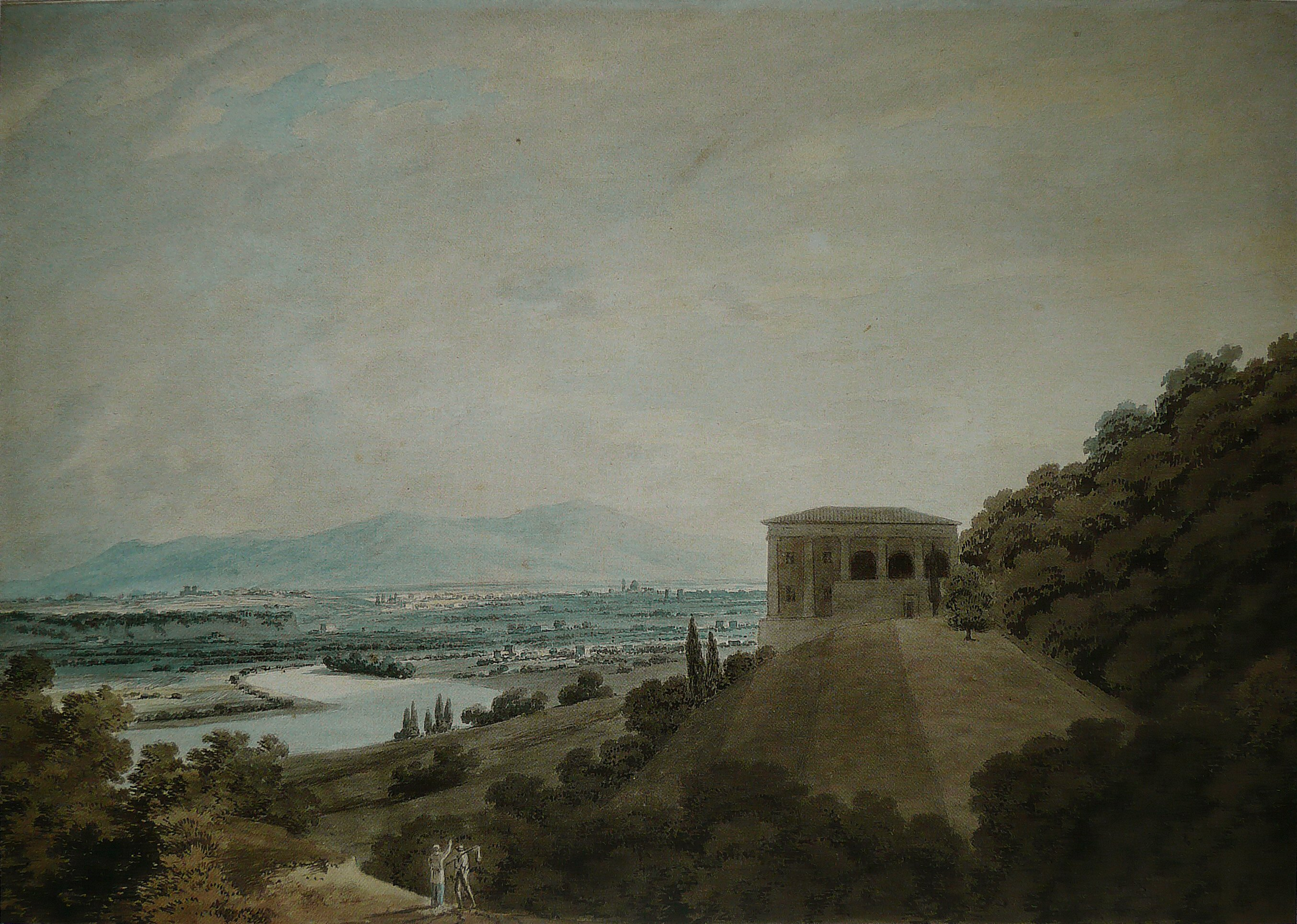
Villa Madama a Roma
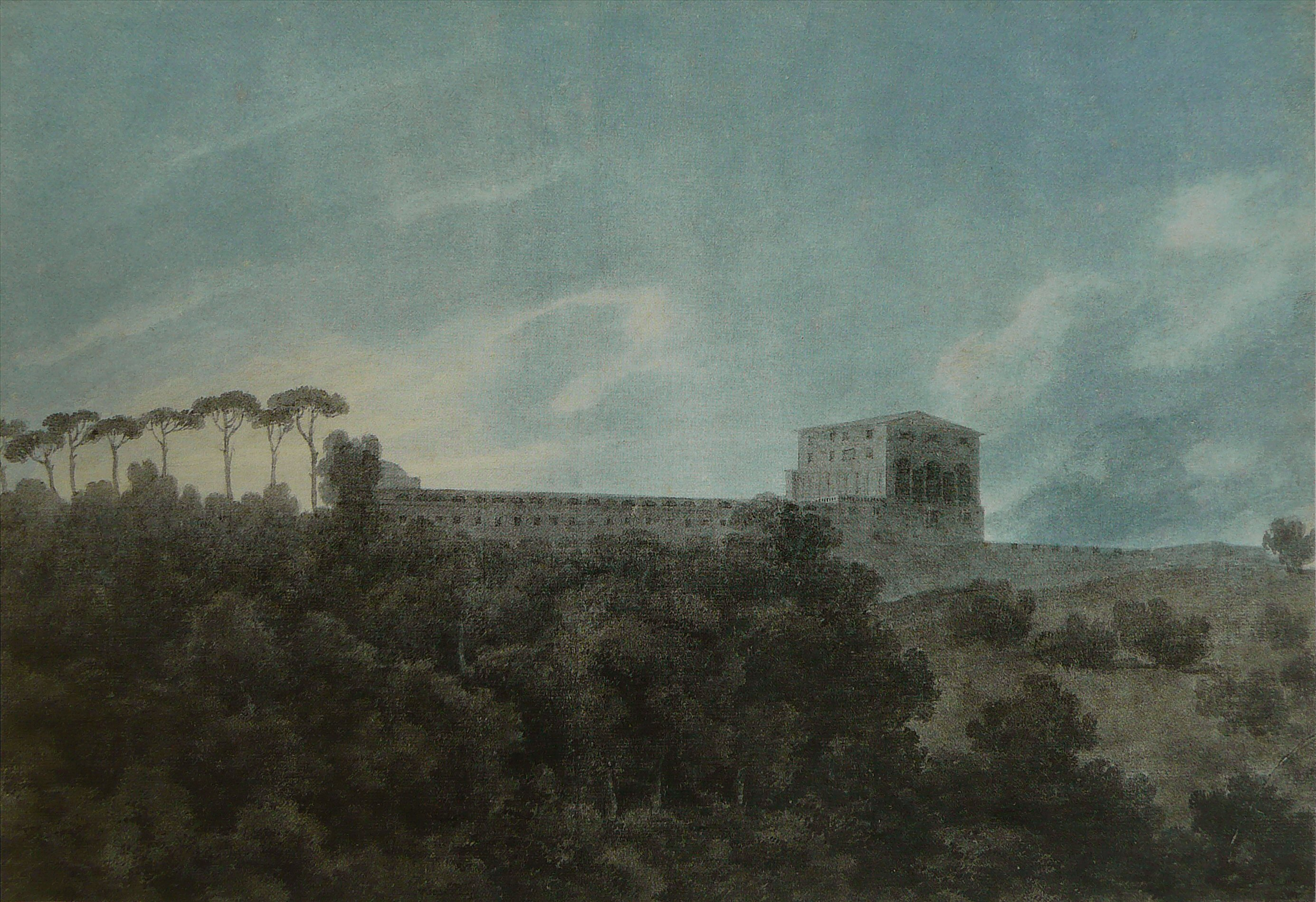
Villa Lante a Roma
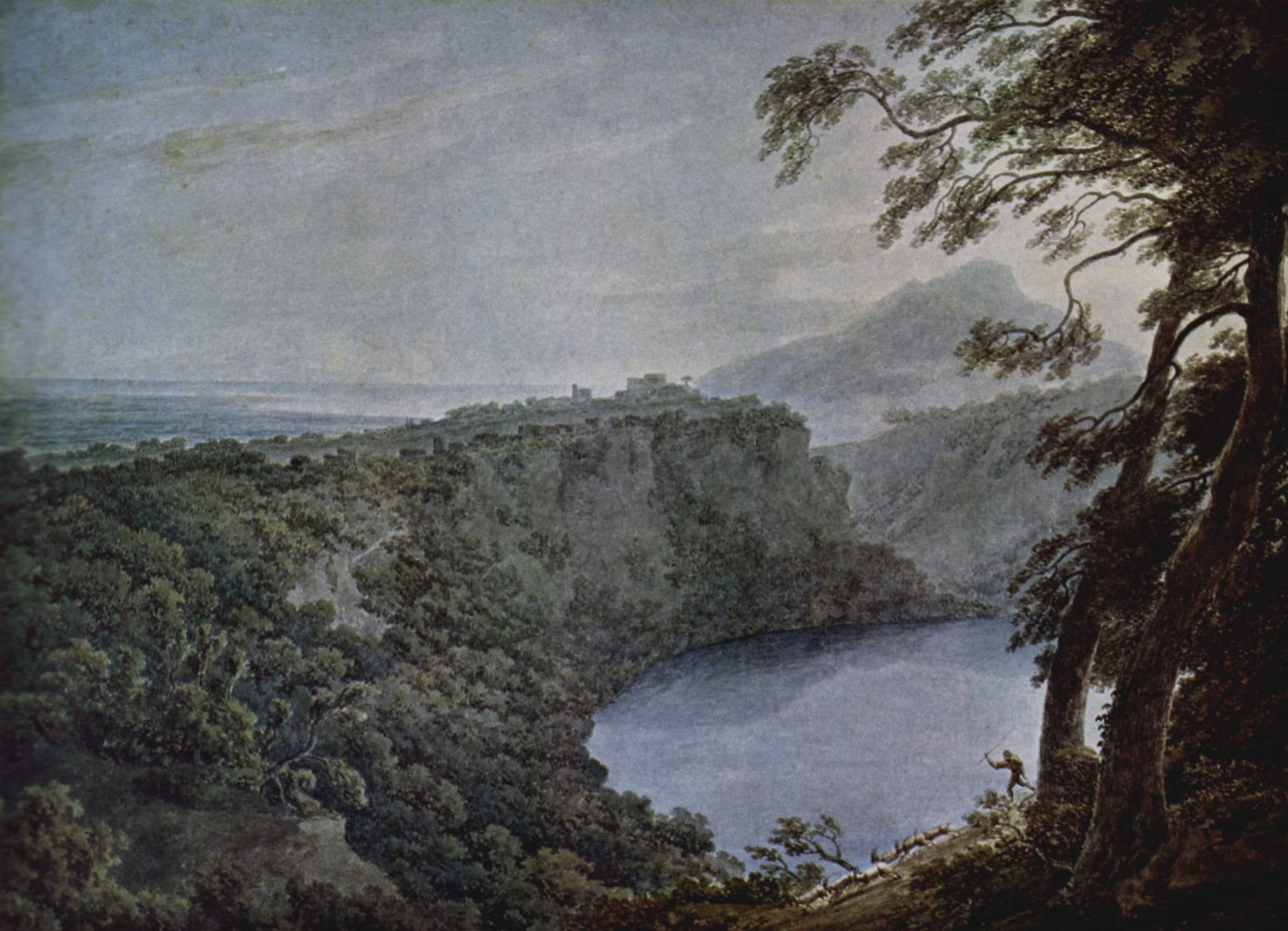
Lago di Nemi e Genzano, 1777